# Oxymerus basalis
Oxymerus basalis là một loài bọ cánh cứng trong họ Cerambycidae.